# Fernande Arendt
Pour les articles homonymes, voir Arendt.
Fernande Arendt, née à Liège le 9 juillet 1894 et morte à une date inconnue, est une joueuse de tennis belge.
En 1920, associée à sa compatriote Marie Storms, elle a terminé quatrième du double dames aux Jeux olympiques d'Anvers.
Elles sont championnes de Belgique en 1920, 1922 et 1924,, même si Arendt joue sous le nom de son mari Armand Jamar à partir de 1922,.

## Parcours aux Jeux olympiques
Elle obtient les résultats suivants :

### En simple dames
| # | Date       | Nom de l'olympiade            | Surface      | Résultat      | Ultime adversaire    | Score    |          |
| - | ---------- | ----------------------------- | ------------ | ------------- | -------------------- | -------- | -------- |
| 1 | 23/08/1920 | Jeux olympiques d'été, Anvers | Gazon (ext.) | 1/4 de finale | Edith Dorothy Holman | 6-2, 6-3 | Parcours |

### En double dames
| # | Date       | Nom de l'olympiade           | Surface      | Résultat                 | Partenaire   | Ultimes adversaires                | Score   |          |
| - | ---------- | ---------------------------- | ------------ | ------------------------ | ------------ | ---------------------------------- | ------- | -------- |
| 1 | 23/08/1920 | Jeux olympiques d'été Anvers | Gazon (ext.) | 4e place (petite finale) | Marie Storms | Élisabeth d'Ayen · Suzanne Lenglen | Forfait | Parcours |